# Microrégion de Paragominas

Localisation de la microrégion de Paragominas

La microrégion de Paragominas est l'une des sept microrégions qui subdivisent le Sud-Est de l'État du Pará au Brésil.
Elle comporte 7 municipalités qui regroupaient 266 570 habitants en 2006 pour une superficie totale de 48 378 km2.

## Municipalités[1]
- Abel Figueiredo
- Bom Jesus do Tocantins
- Dom Eliseu
- Goianésia do Pará
- Paragominas
- Rondon do Pará
- Ulianópolis